# Avalanche de Wellington du 1er mars 1910
L’avalanche de Wellington du 1er mars 1910 a eu lieu aux États-Unis, au nord de l'État de Washington, près de la frontière avec le Canada, dans les montagnes de la chaine des Cascades, sur la ligne de chemin de fer transcontinentale ouverte vers Seattle par la compagnie du Great Northern Railway. Elle tua une centaine de voyageurs et de cheminots.

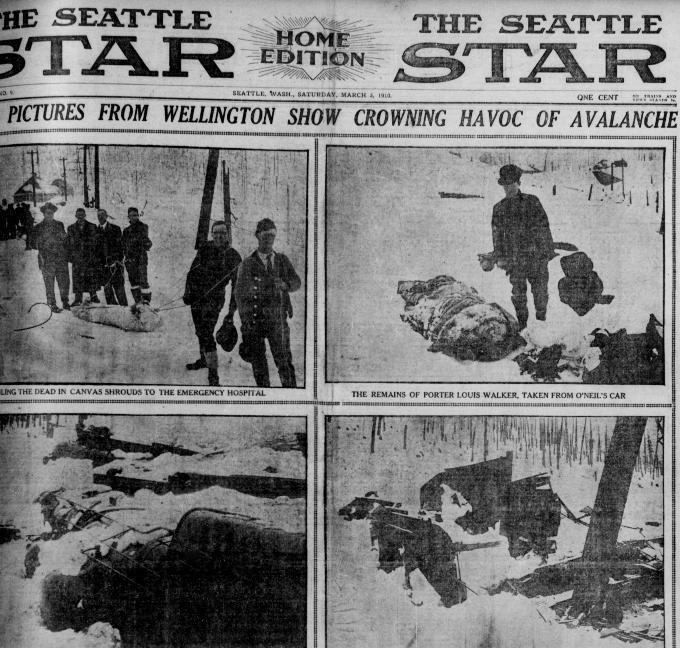
Page de une du journal The Seattle Star du 5 mars 1910

## Les lieux
Dans la traversée de la chaine des Cascades, dernier obstacle avant l'océan Pacifique, la ligne de chemin de fer du Great Northern Railway vers Seattle avait été, lors de sa construction en 1892, provisoirement tracée par un col situé à 1 236 mètres, appelé Stevens Pass, auquel elle accédait sur chaque versant par des rampes en zigzag imposant huit rebroussements successifs.
En 1900, ce parcours particulièrement tourmenté et exposé aux intempéries avait été raccourci avec l'ouverture, 210 mètres plus bas que le col, d'un tunnel de faite appelé tunnel des Cascades. L'évacuation des fumées s'avérant difficile dans cette galerie de 4 233 mètres en pente de 17 ‰ vers l'est, neuf ans plus tard, la traction à vapeur y avait été remplacée par la traction électrique.
À la sortie ouest du tunnel, au pied d'une barre rocheuse de 1 642 mètres appelée Windy Mountain, se trouvait une petite agglomération formée d'une douzaine de maisons, de quelques baraquements et hangars, initialement construite pour les besoins des manœuvres nécessitées par le passage du col et de son déneigement. Elle comprenait des voies de garage, un dépôt de locomotives, un réservoir d'eau, un parc à charbon, des dortoirs et une cantine pour le personnel, ainsi qu'un petit hôtel géré par la famille Bailett. En période d'hiver, elle pouvait compter jusqu'à 600 occupants, dont de nombreux manœuvres chargés de finir à la pelle le travail des chasse-neige.  En 1909, s'y étaient ajoutées une remise pour les quatre locomotives électriques assurant désormais la traction dans le tunnel, et la centrale produisant le courant triphasé nécessaire à leur fonctionnement.
La compagnie l'avait d'abord appelée Stevens City, avant de changer son nom en Wellington en hommage à l'un de ses gros actionnaires.

## Les circonstances de la catastrophe
Lors de l'hiver 1909-1910, les intempéries, comme à l'accoutumée, affectaient fortement tout le nord-ouest du continent américain. Dans les Montagnes Rocheuses, le 27 février, les villes minières de Mace et Burke avaient été balayées par des avalanches faisant une soixantaine de morts.
Dans la traversée de la chaine des Cascades, à la fin du mois de février, les chutes de neige, ininterrompues durant deux semaines, avaient même créé une situation de crise exceptionnelle. Aux États-Unis, les deux lignes transcontinentales du Northern Pacific Railway et du Great Northern Railway étaient coupées en de nombreux endroits. Un peu plus au nord, dans la province canadienne de Colombie-Britannique, sur le réseau du Canadian Pacific Railway, deux chasse-neige et leurs équipes avaient été emportés dans un ravin au Col Rogers, accident faisant 61 morts.
Sur la ligne du col Stevens, la situation était si critique qu'un cadre du GNR, le surintendant O'Neil, chargé de la division ouest, avait été détaché à Wellington dans un train spécial, pour coordonner les opérations de dégagement des accès au tunnel des Cascades, coupés en de nombreux points par les congères et les avalanches.
Après de longues heures de travail des chasse-neige à turbine, cinq trains bloqués sur les deux versants avaient pu être dégagés et renvoyés à leurs points de départ, Everett à l'ouest et Spokane à l'est. Il en restait cependant deux, allant vers l'ouest, qui, arrivés à proximité du portail est du tunnel des Cascades, bouché par une avalanche, ne pouvaient ni le franchir ni redescendre vers Leavenworth une cinquantaine de kilomètres plus bas, d'autres avalanches ayant coupé la voie derrière eux, notamment à Drury, à 10 kilomètres de Leavenworth 
Le train no 25, appelé «Spokane-Seattle express», transportait 72 passagers. Le train no 27 était un train postal transcontinental rapide. Il était vide de voyageurs, mais occupé par 18 postiers assurant la manutention et le tri du courrier.
Après être passés à Leavenworth le mardi 22 février, ces deux trains, arrêtés à Berne, une ancienne base de travaux pour la construction de la ligne, avaient attendu jusqu'au jeudi 24 le dégagement de l'entrée est du tunnel. Ils avaient alors franchi celui-ci, tirés par les machines électriques, et avaient été garés à Wellington avec le train spécial du surintendant O'Neil. En effet, la voie dans la descente vers Skykomish avait été coupée par de nombreuses avalanches, et les chasse-neige envoyés pour la dégager, après avoir en vain tenté d'attaquer les amoncèlements de neige mêlée d'arbres et de rochers, étaient eux-mêmes restés bloqués, en panne de charbon.
L'attente dans la petite ville se prolongea, alors que la neige continuait à tomber en une couche dépassant par endroits quatre mètres. Les réserves de charbon étaient tout juste suffisantes pour assurer un minimum de chauffage, et la nourriture était rationnée à deux repas de pommes de terre et de porc salé par jour. Le vendredi 26, le télégraphe, seul lien avec l'extérieur, fut coupé. Le lendemain, avec l'espoir de hâter les secours et de ramener du ravitaillement, le surintendant O'Neil prit la tête d'un petit groupe de cheminots tentant de gagner à pied Scenic Hot Springs, une gare située 12 kilomètres plus bas et desservant un luxueux hôtel-établissement thermal ouvert en 1904.
Le dimanche 28, alors que pluie et vent chaud succédant à la tempête de neige faisaient redouter le déclenchement de nouvelles avalanches, une vingtaine de personnes bloquées à Wellington, dont des voyageurs du train no 25, estimèrent que le site était trop exposé et décidèrent de l'évacuer, en formant deux groupes pour partir à leur tour vers Scenic.
Dans la nuit du 28 février au 1er mars, après un violent orage, sur la Windy Mountain une corniche de neige  s'effondra, provoquant une avalanche qui dévala la pente dans un énorme grondement en la dénudant entièrement sur près d'un kilomètre avant de dévaster la petite ville à 1 heure 42. Cette masse s'étalant sur une largeur de quatre cents mètres, d'un poids estimé à plus de 500 000 tonnes épargna une partie des constructions, dont l'hôtel Bailett. En revanche, la centrale électrique et le dortoir de son personnel, un chasse-neige rotatif, les quatre machines assurant la traction dans le tunnel, les trois trains, leurs locomotives et tous leurs occupants furent balayés et précipités 400 mètres plus bas dans les gorges de la rivière Tye, ensevelis sous une couche de plusieurs mètres d'une neige lourde et collante mêlée d'arbres, de terre et de rochers, d'une densité analogue à celle du béton

## Les secours
Les rescapés de la catastrophe étaient totalement démunis pour faire face à son ampleur. Aussi, le télégraphe ne fonctionnant toujours pas, immédiatement, deux d'entre eux partirent vers l'ouest dans la nuit par deux chemins différents pour alerter les secours. L'un, John Wentzel, client de l'hôtel Bailett, marcha huit heures dans le blizzard avant d'arriver à Skykomish, 700 mètres plus bas, où il s'effondra épuisé et demeura longtemps incapable de tenir des propos cohérents. L'autre, le mécanicien A.J. Mackey, mit moins de temps pour gagner Scenic, mais comme le télégraphe y était coupé, c'est le surintendant O'Neil qui le relaya pour descendre jusqu'à l'ancien camp de travailleurs japonais de Nippon (devenu Alpine en 1903), où la ligne fonctionnait encore.
À la nouvelle du désastre, deux trains furent envoyés d'Everett. L'un emmenait des médecins et des infirmières, l'autre des entrepreneurs de pompes funèbres et leurs assistants ainsi que des ouvriers et leurs équipements de secours. Toutefois, ils furent bloqués par des congères à 25 kilomètres de Wellington. Les premiers sauveteurs venus de l'extérieur mirent donc plus d'une journée pour gagner le lieu de la tragédie à pied par les pistes de montagne. Par la suite, des chasse-neige purent dégager la voie jusqu'à Scenic, mais trois nouvelles avalanches accumulant des hauteurs de neige compacte allant jusqu'à 12 mètres leur interdirent d'aller au-delà.
Dans les premières heures suivant la catastrophe, ceux qu'elle avait épargnés étaient descendus dans le ravin pour sonder l'amas des débris à la recherche d'éventuels rescapés. Ainsi fut retrouvé quasi-miraculeusement F.A. Bates, chauffeur du train postal coincé cinq heures sous sa locomotive dont la vapeur avait creusé une cavité le protégeant à la fois de l'écrasement et du froid. Au total, les sauveteurs dégagèrent vingt-trois survivants, dont vingt blessés qui furent transportés dans une maison transformée en infirmerie de fortune. Durant trois jours, jusqu'à ce que les médecins et infirmières du train de secours parviennent enfin à pied à Wellington, Madame Sherlock, épouse de l'opérateur du télégraphe, s'illustra en dispensant seule réconfort et soins aux plus gravement atteints. C'est seulement le 9 mars que ceux-ci purent être évacués par le tunnel, après que des chasse-neige et 400 ouvriers partis de Leavenworth  en eurent dégagé l'accès est.
Au fur et à mesure de leur découverte, les cadavres, souvent fortement mutilés, furent provisoirement conservés dans des cavités creusées dans la neige après avoir été extraits du ravin . Avant que les sept entrepreneurs de pompes funèbres arrivés avec les secours puissent les prendre en charge, il fallut trouver en urgence un arrangement amiable à la délicate question de leur compétence territoriale, car le représentant du coroner du comté de King dont relevait Wellington refusait l'intervention de ceux venant d'Everett, ville située dans le comté de Snohomish
Dans l'attente du rétablissement de la voie, plusieurs dizaines de corps, une fois identifiés, embaumés et enveloppés dans des couvertures, furent chargés sur des traineaux, et descendus à bras d'homme dans des conditions périlleuses jusqu'à Scenic, d'où des trains assuraient le relai pour les restituer aux familles.
Deux sauveteurs ayant été pris à détrousser les cadavres, la rumeur des vols s'amplifia, visant notamment Grecs, Hongrois, Polonais et Italiens, si bien qu'un lourd climat de suspicion s'établit à l'égard de tous les étrangers. Ceux-ci, afin d'éviter les troubles, furent renvoyés de Wellington, seuls les Américains étant admis à déblayer. La récupération des biens appartenant aux victimes fut placée sous la surveillance des coroners, qui en quelques jours collectèrent ainsi diamants, bijoux, montres et argent liquide pour un montant de plus de 5 000 dollars.

## Le bilan
Au fil des jours, le nombre des corps découverts dans les décombres augmenta. Seuls à rester dans le train spécial du surintendant O'Neil, son cuisinier noir Louis Walker, son secrétaire de 19 ans Earl Longcoy et Blackburn son chef  de train avaient été tués. Sur les dix-huit agents du train postal on n'avait trouvé qu'un unique survivant, Alfred B. Hensel. La liste des morts du train de voyageurs elle aussi s'allongea. En effet, y dormaient la nuit du sinistre  non seulement une trentaine de passagers, installés dans les Pullman, mais aussi plusieurs dizaines d'ouvriers italiens occupant les banquettes des autres voitures et du wagon fumoir, où ils pensaient trouver plus de confort et de sécurité que dans leurs baraquements. Si bien qu'à partir du 4 mars, l'estimation du nombre des morts établie sur la base de celui des personnes disparues allait de 113 à 118.
C'est seulement à la fin du mois de juillet que les derniers corps purent être extraits des débris, permettant d'arrêter le décompte officiel des morts à 96. Les sauveteurs étaient cependant persuadés qu'un certain nombre de cadavres déchiquetés par l'avalanche avaient été emportés dans le torrent grossi par la fonte des neiges, et que compte tenu de l'imprécision du chiffrage de l'effectif des travailleurs étrangers le nombre des victimes de la catastrophe dépassait la centaine.
Pragmatiquement, on se soucia aussi d'évaluer les dommages causés aux équipements. Ainsi, pour le seul matériel roulant détruit, comprenant quatorze voitures, un fourgon à bagages, un chasse-neige, quatre locomotives électriques et trois à vapeur, on avança un coût de 1 500 000 $ auquel s'ajoutait celui des wagons du train spécial, estimé à 90 000 $.

## Les suites
La ligne ne fut complètement dégagée entre Leavenworth et Everett qu'au début du mois d'avril. Comme le remplacement des machines électriques exigeait un délai d'au moins six mois, la traction à vapeur fut provisoirement rétablie dans le tunnel. Le nom de Wellington étant désormais évocateur de mort, la petite ville fut débaptisée six mois plus tard, et devint Tye.

### La recherche des responsabilités
Dès les premiers jours suivant la nouvelle de la catastrophe, l'opinion publique en imputait la responsabilité au Great Northern Railroad. Ainsi, le journal «The Seattle star» du 5 mars 1910 publiait la lettre d'un lecteur, W. Wilson, incriminant la politique d'économies à tout prix de la compagnie. Étaient ainsi dénoncés pêle-mêle l'absence de lutte contre les incendies de forêt de l'été supprimant la protection contre les avalanches de l'hiver, l'emploi de travailleurs japonais et italiens sous-payés, et le refus de recruter des hommes en quantité suffisante pour dégager le train ou au moins évacuer femmes et enfants vers Scenic.
Lors de l'enquête ouverte sur les causes des décès, les auditions menées par le coroner J.C. Snyder dans un local spécialement loué à cet effet à Seattle portèrent essentiellement sur les conditions dans lesquelles la compagnie avait assuré la protection des passagers. Il lui fut d'abord reproché de n'avoir pas mis les trains en sûreté dans le tunnel pour les prémunir des risques d'avalanche. Toutefois, si selon certains témoins, c'étaient ses cadres qui avaient refusé de garer les trains dans le tunnel, estimant leur stationnement à l'air libre sans danger, pour d'autres, le train no 25 avait d'abord été conservé à l'abri dans le tunnel mais, à la demande expresse des voyageurs qui craignaient d'y être enfermés et asphyxiés par les émanations des poêles du chauffage, en avait été sorti juste avant qu'une énorme coulée de neige en obstrue l'entrée.
D'aucuns incriminaient aussi le refus de la compagnie de mobiliser tout l'effectif de son personnel disponible sur place, soit 125 hommes, pour organiser une caravane transférant à Scenic tous les passagers, femmes, enfants et vieillards compris, alors que ceux-ci l'avaient demandé instamment.
Pour sa défense, la compagnie invoquait le caractère exceptionnel des circonstances, qui faisait de la catastrophe, selon ses avocats un « acte de Dieu » dégageant sa responsabilité.
Finalement, l'enquête ne donna pas lieu à poursuites. Le coroner Snyder avait d'ailleurs préjugé de son résultat en exprimant très tôt l'opinion que le surintendant O'Neil, représentant de la compagnie, avait eu un comportement irréprochable, et même digne d'éloges

### Les mesures préventives
La catastrophe avait tragiquement démontré les risques présentés en hiver par le tracé de la voie dans la montée ouest vers le tunnel des Cascades. Aussi, immédiatement après, le Great Northern entreprit la construction de galeries pare-avalanches sur les quinze kilomètres de voie entre Scenic et l'entrée du tunnel. Ces travaux, terminés en 1913, semblaient toutefois n'être que de simples palliatifs dans l'attente d'un tunnel de base qui réduirait la longueur, et donc les risques du parcours montagneux. Une semaine après le drame, le général de brigade H.M. Chittenden (en) en avait proposé la construction entre Leavenworth et Skymomish, soit sur une cinquantaine de kilomètres, distance énorme pour l'époque. Finalement, c'est une solution plus modeste qui fut retenue, avec un tunnel ouvert en 1929, mais seulement 153 mètres plus bas que le précédent et d'une longueur de 12,5 kilomètres, à l'époque lui aussi à traction électrique.
Désormais à l'écart des courants de trafic, Wellington-Tye devint une ville fantôme. L'ancien tracé est aujourd'hui un chemin de randonnée très fréquenté, connu sous le nom d'Iron Goat Trail.